# Рижко Олена Миколаївна
Оле́на Микола́ївна Рижко́ (*22 квітня 1975, село Вільшанка Чуднівського району Житомирської області) — українська поетеса, прозаїкиня, літературознавиця. Член Національної спілки письменників України (від 2004 року). Кандидатка філологічних наук (2006). Доцентка (2007). Доктор наук із соціальних комунікацій (2018).

## Біографія
У 1992—1994 роках навчалась у Житомирському державному педагогічному інституті імені Івана Франка на філологічному факультеті. 1998 року з відзнакою закінчила Київський педагогічний інститут.
У 1998—1999 роках працювала літературною редакторкою видавництва «Горудень» (Київ). У 1999—2002 роках була науковою співробітницею КБ Енциклопедії Сучасної України Національної академії наук України.
У 2002—2008 роках — доцентка кафедри теорії та історії журналістики Київського міжнародного університету. Від грудня 2008 року — доцентка кафедри журналістики Інституту міжнародних відносин Національного авіаційного університету. З вересня 2018 р. – доцент кафедри соціальних комунікацій Інституту журналістики Київського національного університету імені Тараса Шевченка.
2005 року захистила кандидатську дисертацію «Рубаї в жанрово-стильовій системі української поезії другої половини XX століття». 2018 року захистила докторську дисертацію на тему «Плагіат у соціальнокомунікаційному вимірі початку XXI століття: природа явища та історія боротьби».
Авторка 109 наукових і навчально-методичних робіт. Наукові зацікавлення: соціальна комунікація, аксіологія медіасфери, масова комунікація і Церква, медіаекологія, медіакритика, стилістика.
Друкувалась у літературних журналах «Київ», «Сучасність», «Кур’єр Кривбасу». Брала участь у телепрограмах «…і вишите життя… Майстриня Олена Рижко» (ДТРК «Всесвітня служба “УТР”», Київ), «Хрещатик, 26» і «Час сови» (Центральний канал, Київ).

Портал Zruchno.Travel спільно з Оленою Рижко відкрив постійну рубрику "Літературні мандрівки з Оленою Рижко". 
Брала участь у зустрічі зі школярами.

## Творчість
Авторка поетичних збірок:
- «Суїцизм // Тен-клуб» (Житомир, 1994);
- «Любов до чорного строю» (Київ, 1998);
- «В обіймах Місафір» (Київ, 2002);
- «Між бажанням і вчинком» (Київ, 2004);
- «Любов/Ненависть» (Київ, 2006).

Авторка прозових творів:
- роман «Карнавал триває»[5] (Київ: Факт, 248 с.);
- роман «Сни» (Житомир: Рута, 2011, 346 с.);
- роман «Ще одна історія про…»[6] (Київ: Фенікс, 2016, 192 с.);
- повість для підлітків «Дівчина з міста»[7][8][9] (Київ: ВЦ «Академія», 2018, 144 с.);
- повість для підлітків «Знає тільки Мару»[10] (Київ: ВЦ «Академія», 2018, 128 с.);
- повість для підлітків «Король Даркнету» [11](Київ: ВЦ «Академія», 2018, 128 с.);
- повість для підлітків "Мишоловка"[12] (Київ: ВЦ «Академія», 2019, 160 с.);
- повість для підлітків "Ужалений зрадою" (Київ: ВЦ «Академія», 2020, 144 с.)
- історична повість для підлітків «Гетьман на літо» (видавництво «Портал», 2024, 168с.)

Видала також:
- дослідження «Образ Міста в поезії Михайля Семенка» (Київ, 1999);
- посібник «Типові лексичні помилки у діловому мовленні» (Київ, 2004);
- монографію «Рубаї в українській поезії: від канонізованої строфи до поліжанру» (Київ, 2005);
- посібник «Стилістика української мови. Практикум» (Київ, 2008);
- навчальний посібник «Практична стилістика» (Київ, 2013) ;
- монографію «Плагіат як соціальнокомунікаційне явище» (Київ, 2017).

## Відзнаки
- 14 грудня 2018 року книжка «Знає тільки Мару» здобула перемогу в  номінації «Підліткова книжка року» в «Топ БараБуки».[13][1].